# 明日天涯
《明日天涯》是2003年的一部由余力为导演的中国科幻片。它在第56屆坎城影展上的一种注目单元上映。

## 演员
- 赵蓉媛 饰 雪兰
- 刁亦男 饰 解小拽
- 那仁 饰 Lanlan
- 赵维威 饰 解小勉